# Langenskiöld
Langenskiöld är en svensk-finländsk adelsätt, som fortlever både i Sverige och i Finland. Den 31 december 2012 var det 32 personer i Sverige  och den 13 januari 2014 62 personer i det finländska folkregistret med namnet Langenskiöld. Några medlemmar av ätten har stavat namnet Langenskjöld, men denna stavning används inte idag (2014).
Ätten adlades 13 september 1772 och introducerades 1776 på riddarhuset som ätt nummer 2081. 1818 immatrikulerades den på Finlands riddarhus. En gren upphöjdes 1860 till finländskt friherrligt stånd med nummer 45.
Bland ättens medlemmar märks:
- Agnes Langenskjöld (1887–1965), finländsk litteraturkritiker
- Fabian Langenskiöld (1810–1863), finländsk politiker
- Greta Langenskjöld (1889–1975), finländsk författare
- Gustaf Langenskiöld (1852–1931), finländsk jurist och politiker
- Karl Langenskiöld (1857–1925), finländsk-svensk bankman och nationalekonom
- Eric Langenskiöld (1905–1985), svensk konsthistoriker och affärsman